# Shopping24
Die shopping24 Gesellschaft für multimediale Anwendungen mbH ist die Betreibergesellschaft mehrerer Produktsuchmaschinen und Shopping-Portale.
Die Gesellschaft sitzt in Hamburg, wurde 2011 gegründet und hat 40 Mitarbeiter. Sie ist, als Teil der Otto Group Digital Solutions, eine 100-prozentige Tochtergesellschaft der Otto Group. Otto Group Digital Solutions ist ein sogenannter Corporate Company Builder der Otto Group, welcher Unternehmen in der E-Commerce Branche gründet und aufbaut.
Außer shopping24.de gehören die Shopping-Portale fashion24, smatch, yalook, living24 und discount24 zur shopping24 internet group.

## shopping24 als Arbeitgeber
In den Jahren 2015 und 2016 erhielt die shopping24 internet group zweimal Auszeichnung "als beliebtester Arbeitgeber" beim Arbeitgeber-Ranking der Branche Handel & Konsum in Deutschland. Im Jahr 2017 wurde die shopping24 internet group unter die Top 3 der beliebtesten Arbeitgeber gewählt.
2018 wurde man durch Focus-Business zum "besten Arbeitgeber im Handel" ausgezeichnet und gehört damit zu den Top Arbeitgebern des Mittelstands in Deutschland, Österreich und der Schweiz.
Des Weiteren ist die Firma Träger des Familiensiegels der Handelskammer Hamburg, welches eine familienfreundliche Personalpolitik anerkennt.